# She-Ra und die Rebellen-Prinzessinnen
She-Ra und die Rebellen-Prinzessinnen (Originaltitel She-Ra and the Princesses of Power) ist eine US-amerikanische, von 2018 bis 2020 von Netflix produzierte Zeichentrickserie. Sie ist ein Reboot der von 1985 bis 1987 produzierten Serie She-Ra – Prinzessin der Macht (Originaltitel She-Ra: Princess of Power). Es ist die zweite Fernsehserie über She-Ra bzw. die fünfte des Masters of the Universe-Franchise insgesamt. Die Idee zur Serie und zudem die Stimme der Figur Spinnerella stammen von ND Stevenson.

## Handlung
Die 16-jährige Waise Adora lebt auf dem Planeten Etheria in der Schreckenszone als Kadettin der Horde, die vom Tyrannen Hordak beherrscht wird. Adora will gemeinsam mit ihrer Kameradin Catra ihre Heimat vor der sogenannten Prinzessinnen-Rebellion schützen. Sie steigt zum Force Captain auf, was Catra missfällt, die stets in Adoras Schatten zu stehen scheint. Bei einem Ausflug in den Whispering Woods findet Adora ein Schwert und hört eine Stimme, die nach ihr ruft, bevor sie bewusstlos wird. Catra findet Adora und bringt sie in die Schreckenszone zurück, allerdings beschäftigt sie das mysteriöse Erlebnis so sehr, dass sie nach dem Schwert sucht. Dabei wird sie von Prinzessin Glimmer und Bow, zwei Mitgliedern der Rebellion, gefangen genommen. Diese zeigen ihr die Gräueltaten der Horde auf. Adora ist von dieser neuen Erkenntnis vollkommen entsetzt und findet während eines Kampfes heraus, dass sie sich mit Hilfe des Schwertes in die legendäre Kriegerin She-Ra verwandeln kann. Sie beschließt, sich der Rebellion anzuschließen. Catra ist davon tief verletzt, gleichzeitig sieht sie jedoch die Möglichkeit gekommen, aus Adoras Schatten zu treten und avanciert unter Hordak schnell zu Adoras erbitterter Rivalin.

## Figuren

### Hauptfiguren
- Adora / She-Ra ist die Protagonistin der Serie. Sie wuchs als Waise in der Schreckenszone von Etheria auf, wo Shadow Weaver sie aufzog. Aufgrund der isolierten Jugend betrachtet sie ihre Umgebung als normal und verständnisvoll. Sie ist ehrgeizig, zuverlässig und intelligent, weswegen sie schnell zum Force Captain befördert wird. Eines Tages findet sie in den Whispering Woods ein Schwert und hört die Stimme einer Frau namens Light Hope. Sie wird jedoch von Glimmer und Bow gefangen genommen, die der Rebellion angehören. Sie machen sie auf das Leiden der Bevölkerung aufmerksam, für das die Horde verantwortlich ist. Adora ist hiervon so schockiert, dass sie der Horde den Rücken kehrt und Mitglied der Rebellion wird. Dort muss sie erst das Vertrauen der anderen Rebellen gewinnen, zudem hat sie Schwierigkeiten, sich an ihr neues Leben anzupassen. Auch der Verlust ihrer besten Freundin Catra, die in der Horde geblieben ist, setzt ihr zu. Durch das magische Schwert kann sie sich in die legendäre Kriegerin She-Ra verwandeln, die über sehr große Kraft und Heilungsfähigkeiten verfügt. In der fünften Staffel entdeckt sie, dass sie sich auch ohne Schwert in She-Ra verwandeln kann.

- Glimmer ist die Prinzessin von Bright Moon, dem größten Königreich in Etheria. Sie erbte ihre magischen Kräfte von Angella, ihrer Mutter und Königin. Sie kann sich und andere Personen teleportieren; zudem ist sie in der Lage, mit dem Kampf-Stab, der ihrem Vater Micah gehörte, Energiestöße zu erzeugen, die ihre Gegner kurzzeitig blenden. Nach einer Weile muss sie sich unter den sogenannten Mondstein legen, um sich „aufzuladen“, zudem verliert sie ihr Bewusstsein, wenn sie ihre Kräfte zu stark beansprucht. Ihre Magie wirkt außerdem stärker, wenn sie wütend ist oder Angst verspürt. In der vierten Staffel wird Glimmer Königin von Bright Moon, da Angella zwischen zwei Dimensionen feststeckt, allerdings sind Glimmers Unerfahrenheit und emotionale Entscheidungen bezüglich dem weiteren Vorgehen gegen die Horde bei ihrer Regierungsarbeit hinderlich. Aus diesen Gründen wird sie am Ende der vierten Staffel auch von Horde Prime und Catra gefangen genommen. In der fünften Staffel wird sie von der Rebellion gerettet und fängt eine feste Beziehung mit Bow an.
- Catra ist die Deuteragonistin der Serie. Sie wuchs zusammen mit Adora in der Horde auf. Ihre gemeinsame Ziehmutter Shadow Weaver bevorzugte dabei stets Adora und demütigte Catra. Im Gegensatz zur eher naiven Adora war Catra sich der Grausamkeit und Boshaftigkeit der Horde stets bewusst, was ihr jedoch gleichgültig war. Trotz ihrer Eifersucht betrachtet Catra Adora als einzige Freundin und Ersatzschwester. Als Adora zur Rebellion übertritt und zu She-Ra wird, sieht Catra darin einen schweren Verrat. Jedoch merkt sie auch, dass sie durch Adoras Abwesenheit ihre Fähigkeiten unter Beweis stellen kann, und wird zum Force Captain. In einer Folge nimmt sie Glimmer und Bow gefangen. Zwar kann She-Ra diese wieder befreien, allerdings überredet Catra Entrapta, eine hochintelligente Erfinderin der Prinzessinnen-Allianz, der Horde beizutreten. Durch Entraptas Können entstehen neue, hochwertige Waffen, mit denen Catra die Rebellion besiegen will. Obwohl dies misslingt, ist Hordak von Catra beeindruckt und ernennt sie zu seiner Stellvertreterin. Catras Aussehen und Instinkte ähneln der einer Katze, sie ist sehr schnell, kann gut springen und klettern und hat scharfe Krallen, mit denen sie Gegner bekämpfen kann. Für She-Ra empfindet Catra eine Hassliebe. Am Ende der fünften Staffel werden die beiden schließlich ein Paar.
- Bow ist Mitglied in der Rebellion und Technologie-Experte. Er stammt aus den Whispering Woods, wo er mit seinen Vätern sowie zwölf weiteren Geschwistern aufwuchs. Er ist ein sehr talentierter Bogenschütze und fertigt Spezial-Pfeile an, mit denen er Schall- und Schockwellen, Netze, Leuchtkugeln sowie eine klebrige Substanz verschießen kann. Neben seinen Pfeilen besitzt Bow einen Peilsender, mit dem sich kleinste Spuren von Magie finden lassen. Ihm sind seine Freunde sehr wichtig, zudem hasst er Ungerechtigkeit und hat das Verlangen, immer das Richtige zu tun. Deswegen kritisiert er auch Glimmers mitunter brutale Regierungsarbeit. Obwohl er ihr versichert, dass sie nur Freunde seien, werden die beiden in der fünften Staffel ein Paar.
- Angella ist die Königin von Bright Moon und Mutter von Glimmer. Sie führt auch die Rebellion an und ist durch die Fehlschläge der Bewegung und dem Tod ihres Ehemannes Micah belastet. Aufgrund dieser traumatischen Erlebnisse verhält sie sich gegenüber ihrer Tochter sehr behütend, was ihre Beziehung allerdings eher belastet als verbessert. Angella ist unsterblich und besitzt im Gegensatz zu Glimmer Flügel, die groß genug sind, um damit fliegen zu können. Sie kann Lichtstrahlen schießen und Lichtschilder bilden, die zum Schutz gegenüber Feinden dienen. Im Finale der dritten Staffel opfert sie sich und rettet Adora vor einem Dasein zwischen den Dimensionen. Sie selbst bleibt dort gefangen und ihr weiteres Schicksal unbekannt.
- Hordak ist der Anführer der Horde in Etheria und strebt die Weltherrschaft an. Im Gegensatz zu Shadow Weaver ist er nicht impulsiv, sondern eher pragmatisch veranlagt, so will er Adora nicht zurückholen, sondern befördert Catra zum Force Captain. Hordak trägt eine Rüstung mit Laser-Geschossen, die ihm, ähnlich wie She-Ra, eine sehr große Kraft verleiht und seine schlechte physische Verfassung unterdrückt, zudem ist er klug und technisch versiert. Er ist zudem gewillt, seinen Untergebenen für Fehler und Befehls-Missachtung zu vergeben, solange sie ehrlich zu ihm sind. Als er von Catras und Entraptas gemeinsamen Forschungen erfährt, sichert er den beiden seine Unterstützung zu und versorgt sie mit den notwendigen Materialien. Er schätzt Entrapta sehr, da sie ihm bei technischen Problemen hilft, und ernennt sie zu seiner Assistentin, wobei er mehr als freundschaftliche Gefühle für sie zu haben scheint. In der dritten Staffel stellt sich heraus, dass er eigentlich ein Klon von Horde Prime, dem wahren Anführer der Horde, ist. In der vierten Staffel wird er für seinen Ungehorsam von Horde Prime bestraft, wobei sein Gedächtnis gelöscht wird. In der fünften Staffel erinnert sich Hordak an Entrapta und wird Mitglied der Rebellion.
- Horde Prime ist der eigentliche Anführer der Horde und sehr auf sein Ansehen bedacht. Er hat bereits etliche Galaxien erobert, sein Ziel ist es, das gesamte Universum zu unterwerfen, dabei betrachtet er alle, die nicht der Horde angehören, als minderwertig. Er ist wie Hordak auch furchteinflößend, allerdings deutlich grausamer, unbeherrscht und machthungriger. Er will nicht selbst kämpfen, weswegen er seine Klone auf das Schlachtfeld schickt. Horde Prime hat ähnlich Hordak ein skelettartiges Aussehen, Metall-Fingernägel, die als Bildschirm dienen, im Gegensatz zu Hordak ist er aber deutlich kräftiger und körperlich gesund. Er besitzt metallene Dreadlocks, mit denen sich Gegenstände ergreifen lassen und ihn mit seiner Rüstung verbinden. Er kann durch Berührung ihrer Gesichter die Gedanken seiner Ebenbilder lesen, die Dreadlocks dienen dabei auch zur Gedankenkontrolle. In der vierten Staffel nimmt er Glimmer, Catra und Hordak gefangen, letzteren bestraft er für sein Vorhaben, selbst Herrscher von Etheria zu werden, durch eine „Umprogrammierung“, also Gedächtnis-Löschung. Catra kann ihn davon abhalten, Glimmer zu töten und Etheria zu zerstören, als sie ihm verrät, dass der Planet selbst eine mächtige Waffe darstellt. In der fünften Staffel wird er, während er den gesamten Planeten Etheria zerstören will, von Adora besiegt und vernichtet.
- Shadow Weaver war die Vize-Anführerin der Horde und eine mächtige Zauberin. Sie fand Adora als Baby und nahm sie auf, später kam auch Catra hinzu. Als die beiden noch Kinder waren, bevorzugte Shadow Weaver stets Adora, Catra hingegen wurde von ihr oft gedemütigt und offen verachtet. Als Adora zu She-Ra wird, möchte sie ihren Schützling entgegen Hordaks Befehl zurückholen. Zunächst soll Catra Adora aufspüren und gefangen nehmen. Als dies nicht gelingt, versucht sie, Adoras Gedanken zu manipulieren, dies wird durch Glimmer verhindert. Catra zerstört schließlich Shadow Weavers Maske, sodass sie nicht mehr auf ihre magischen Kräfte zurückgreifen kann, und nimmt ihren Platz in der Horde ein. In der zweiten Staffel wird Shadow Weaver von Hordak inhaftiert, kann aber mit Catras Hilfe fliehen. Es stellt sich auch heraus, dass sie früher als Light Spinner Mitglied der Prinzessinnen-Allianz war und Glimmers Vater Micah ausbildete, bevor schwarze Magie sie böse und ein Mitglied der Horde werden ließ. In der dritten Staffel wird sie in Bright Moon gefangen genommen und hilft Adora im Kampf gegen die Horde. In der vierten Staffel bringt sie Glimmer ihre Magie-Fähigkeiten bei. Sie stirbt in der fünften Staffel, als sie sich opfert, damit Adora und Catra eine Chance im Kampf gegen Horde Prime haben. Shadow Weaver besaß neben der Gedankenkontrolle die Fähigkeit, Schatten und Monster zu konstruieren. Sie widmete sich in Etheria mit großem Talent der Gartenarbeit.
- Scorpia war ein weiteres Mitglied der Horde. Eigentlich ist sie eine Prinzessin, jedoch gehörten bereits ihre Vorfahren der Armee an. Scorpia ist wie She-Ra und Hordak ebenfalls sehr kräftig, kann aber anders als die beiden mit ihrer Stärke nicht immer gut umgehen. Sie ist ehrgeizig, loyal und möchte vor ihren Vorgesetzten immer einen guten Eindruck machen. Ihre Anatomie ähnelt der eines Skorpions, mit ihrem im Schwanz befindlichen Gift kann sie Feinde vorübergehend lähmen, zudem ist sie gegenüber Glimmers Energiestößen und anderen Angriffen sehr widerstandsfähig. Ihre Scherenhände kann sie zwar als Schneid- und Schlagwerkzeuge einsetzen, allerdings hat sie gelegentlich Probleme, diese für Alltägliches zu verwenden. Obwohl sie der Horde angehört, ist sie im Gegensatz zu anderen Mitgliedern nicht bösartig, sondern überaus nett und tollpatschig. Zudem ist sie in Catra verliebt, weswegen sie in der vierten Staffel die Horde verlässt und zur Rebellion wechselt, da sie merkt, dass Catra diese Gefühle nicht erwidert. In der Rebellion fühlt sie sich sofort wohl und freundet sich mit den anderen Prinzessinnen an. Nachdem sie sich mit ihrem Runenstein verbindet, erhält Scorpia die Fähigkeit, rote Blitze zu erzeugen.
- Entrapta ist die Prinzessin von Dryl und gehört der Rebellion an. Sie ist hochintelligent, wissbegierig und stets fröhlich. Entrapta gilt als Genie in Sachen Erfindungen und Hacking. Sie beschäftigt sich hauptsächlich mit Robotern und weniger mit ihren Mitmenschen. Als sie She-Ra auf eine Mission begleitet, wird sie für tot gehalten und zurückgelassen. Catra kann sie deshalb leicht überzeugen, Mitglied der Horde zu werden. Entrapta konstruiert für sie mehrere Maschinen, unter anderem einen Panzer mit integrierter Bombe, der selbständig fahren und schießen kann, sowie eine Roboter-Armee. Zudem kann sie mit ihren Haaren Gegenstände ergreifen. Entrapta interessiert sich weder für die Ziele der Rebellion noch der Horde, ihr ist die Wissenschaft am wichtigsten, egal für welche Zwecke dies genutzt wird. In der zweiten Staffel wird sie die offizielle Assistentin von Hordak. In der dritten Staffel baut sie ein Portal, dessen Benutzung, wie sich später herausstellt, höchst gefährlich ist. Sie will Catra zwar davon abhalten, es zu aktivieren, scheitert aber und wird von ihr schließlich auf die abgelegene Beast Island gebracht. In der vierten Staffel wird sie von Adora befreit und erneut Mitglied der Rebellion. Erst in der fünften Staffel zeigt sie Reue für ihre Tätigkeit in der Horde und gibt zu, sich nach echten Kontakten zu sehnen.

- Perfuma ist die Prinzessin von Plumeria und ebenfalls Mitglied der Rebellion. Sie ist eine sehr freundliche Pazifistin, die den Frieden und ihre Meditation liebt sowie der festen Überzeugung ist, dass das Universum Gutes belohnt und Böses bestraft. Trotzdem kämpft sie gegen die Horde, wenn es notwendig ist, woran sie im Laufe der Serie auch Gefallen findet. Perfuma kann Pflanzen und Blumen sehr schnell und in sehr großer Anzahl wachsen lassen, mit denen sie ihre Gegner bekämpft, unter anderem Kletterpflanzen, sie kann aus ihnen auch Golems und Statuen errichten, zudem erzeugt sie im Kampf mit Gegnern Blütenstaub, der zur Verteidigung oder als Ablenkung dient. Obwohl sie beachtliche Fähigkeiten zeigt und von Adora als „Dämon auf dem Schlachtfeld“ bezeichnet wird, leidet sie oft unter Selbstzweifeln. Ihre anderen Schwächen sind das Verpassen ihrer morgendlichen Meditation, Stress und Kakteen, die sie nur schlecht kontrollieren kann.

- Mermista ist die Prinzessin von Salineas und ein weiteres Mitglied der Rebellion. Nach außen hin gibt sie sich unverblümt und hart im Nehmen, allerdings hat sie einen weichen Kern und Schwierigkeiten, ihre wahren Gefühle zum Ausdruck zu bringen. Sie ist eine tapfere Kämpferin, die Wasser kontrollieren kann, beispielsweise verwendet sie gegen die Horde Wellen und Überschwemmungen. Sie ist auch in der Lage, sich in eine Meerjungfrau zu verwandeln, wodurch sie unter Wasser atmen kann. Sie ist auch in der Lage, mit Tieren zu kommunizieren, die in Verbindung zum Meer stehen, beispielsweise Möwen. Als Waffe trägt sie einen Dreizack. Sie scheint Sea Hawks Ex-Freundin zu sein, da sie früher oft Verabredungen hatten. Obwohl sie das Gegenteil behauptet, hegt sie noch freundschaftliche Gefühle für ihn.

- Frosta ist mit elf Jahren die jüngste Prinzessin der Allianz. Sie ist die Prinzessin des mächtigen Schnee-Königreichs. Sie kann Eis kontrollieren, indem sie beispielsweise Waffen daraus konstruiert und Eis-Splitter als Geschosse verwendet, ihre Rüstung und Handschuhe bestehen ebenfalls aus dem Material. Frosta ist rechthaberisch, denkt jedoch im Kampf eher logisch als emotional. Dafür greift sie meistens zuerst an und denkt erst danach an die möglichen Konsequenzen. Sie will gegenüber den Prinzessinnen ihre Stärke und Fähigkeiten zeigen, weswegen sie sich und die anderen nicht selten in Gefahr bringt. Später wird sie humorvoller, kindischer und entwickelt eine Vorliebe für Wortspiele. Mit Scorpia versteht sie sich schon gut, als diese noch in der Horde ist, da beide das Gefühl kennen, unangepasst zu sein.

### Nebenfiguren
- Sea Hawk ist ein Seefahrer und steht der Rebellion im Kampf gegen die Horde bei. Er ist äußerst selbstsicher, so behauptet er unter anderem, dass Sirenen bei seinen Shanties schwach werden. Seine Schiffe, die Dragon’s Daughter und die Dragon’s Daughter 2, gingen beide unter, da er sie aus Versehen in Brand setzte. Er ist in Prinzessin Mermista verliebt, was auf Gegenseitigkeit beruht, diese aber bestreitet. Auch sein drittes Schiff wird bei seinem ersten Kampf gegen die Horde zerstört, Mermista schenkt ihm aus Dankbarkeit ein neues Schiff, das Sea Hawk aber in der Schlacht von Bright Moon in Brand setzt, um feindliche Panzer stören. Sea Hawk bekämpft seine Gegner auch öfters mit seinem goldenen Entermesser oder einem Säbel.
- Swift Wind ist zunächst ein Pferd, das im Dorf Thaymor in der Nähe des Waldes lebt. Als Catra und die Horde auf der Suche nach Adora das Dorf verwüsten, verliert es seinen Besitzer. Adora, Glimmer und Bow nehmen ihn daraufhin auf und nennen ihn Horsey. Während She-Ra gerade mit ihrem Schwert trainiert, verwandelt sie Horsey aus Versehen in ein Alicorn, das einem Einhorn ähnelt. Das ehemalige Pferd, das nun fliegen und sprechen kann, reist danach durch ganz Etheria, um seine Sprachfähigkeit zu perfektionieren. Als er merkt, dass andere Pferde in Ställen gehalten werden, befreit er diese und nennt sich in Anspielung auf die, wie er sagt, „Winde der Revolution“ Swift Wind. Er ist gegenüber Adora sehr loyal und zögert nicht, sie in Gefahrensituationen zu retten. Im Kampf zeigt er großen Mut, nachdem er das Sprechen erlernt hat, schreckt er nicht davor zurück, anderen sehr direkt seine Meinung mitzuteilen. Neben seiner Flug- und Sprechfähigkeit kann Swift Wind auch versteckte Gründer-Technologie aufspüren und weiß stets, ob sich Adora in Gefahr befindet.
- Castaspella ist die Herrscherin von Mystacor, einem geheimen Königreich, in dem fast alle Zauberinnen von Etheria leben. Sie hat wie Shadow Weaver magische Fähigkeiten, ist allerdings nicht ganz so mächtig. Castaspella ist Micahs Schwester und somit Glimmers Tante. Gegenüber ihre Nichte ist sie fast zu fürsorglich und bietet ihr ständig etwas zu essen an. Sie fragt Glimmer auch ständig, ob Angella sich gut um sie kümmert, da die Beziehung zu ihrer Schwägerin etwas angespannt ist. Castaspella ist eine gütige Herrscherin und strickt ständig Socken und Pullover für andere.
- Netossa und Spinnerella sind zwei Prinzessinnen und ein Ehepaar, allerdings gehören sie nicht zu einem bestimmten Königreich in Etheria. Netossa ist selbstgefällig und derb, allerdings gegenüber ihrer Frau zärtlich und behutsam. Sie hat die Fähigkeit, Energiebälle zu bilden und zu kontrollieren, die geworfen als Fangnetze und Schutzschilde dienen. Spinnerella ist freundlich und ruhig, im Kampf wetteifert sie mit Netossa, wer mehr Feinde besiegen kann. Sie kann den Wind kontrollieren, wodurch sie Gegner mit Stürmen und Tornados bekämpft, letztere verwendet sie auch als Transportmittel. In der fünften Staffel spielen beide erstmals eine größere Rolle, als Spinnerella ein Gedankenkontroll-Chip von Horde Prime verpflanzt wird, sie kämpft deswegen kurzzeitig gegen ihre Verbündeten und manipuliert auch andere Rebellen mit Chips. Spinnerella wird schließlich von ihrer Ehefrau gerettet, die den Kontrollchip unschädlich macht.
- Kyle gehörte der Horde an, fühlte sich dort aber nicht besonders wohl. Dies lag daran, dass er zwar loyal und tapfer, aber auch kleiner, schwächer und tollpatschiger als seine Kameraden war und sowohl im Simulator als auch im richtigen Kampf schnell von anderen besiegt wurde. Sein zunächst einziger Kamerad, mit dem er sich gut verstand, war der Echsen-artige Rogelio, die beiden werden später auch ein Paar. In der vierten Staffel opfert er sich freiwillig und repariert ein Fahrzeug, da er glaubt, dass er seinen Kameraden sowieso egal sei. Er verliert das Bewusstsein, weil er Säure einatmet, wird aber von Rogelio und seiner Kameradin Lonnie gerettet. In derselben Staffel verlässt er mit den beiden die Horde, in der fünften Staffel leben die drei zusammen und kümmern sich um Hordaks ehemaliges, Fledermaus-ähnliches Haustier Imp.
- Lonnie war ebenfalls Mitglied in der Horde und mit Adora befreundet, bis diese der Armee den Rücken kehrte, was Lonnie ihr übelnimmt. Sie mochte Catra nicht besonders, da diese in ihren Augen unmotiviert und eine schlechte Kämpferin war. Deswegen missfiel es ihr, als Catra zum Force Captain befördert wurde, allerdings befolgte Lonnie ihren Befehlen gehorsam. In Gefechten stand sie immer neben Kyle, den sie gerne neckte, wenn er als Erster kampfunfähig wurde, Lonnie ging aber in der Regel selbst kurz darauf zu Boden. In der vierten Staffel verlässt sie mit Kyle und Rogelio die Horde.
- Light Hope war ein Hologramm, das im Crystal Castle wohnte und die jeweilige She-Ra ausbildete. Sie brachte den Kämpferinnen jahrhundertelang den Umgang mit ihren Kräften und dem Schwert bei, jedoch kam eine von ihnen, Mara, mit ihrer neuen Bestimmung angeblich nicht zurecht und zerstörte laut Light Hope beinahe das gesamte Königreich. Tausend Jahre nach diesem Vorfall erkannte Light Hope in dem Säugling Adora die neue She-Ra, konnte aber nicht verhindern, dass diese von der Horde großgezogen wurde. Nach einem Kampf mit Catra wird Glimmer verwundet, und Adora findet auf der Suche nach Hilfe das Crystal Castle. Dort trifft sie erstmals auf Light Hope, die sie dazu überredet, ein langes Training im Schloss zu absolvieren. Als Catra Etheria unterwerfen will, will Light Hope Adora erfolglos davon überzeugen, das Training zu beenden. In der vierten Staffel will Light Hope eine versteckte Superwaffe aktivieren, wie es die Gründerväter geplant und sie extra dafür umprogrammiert hatten. Adora kann dies verhindern, woraufhin Light Hope deaktiviert und anschließend gelöscht wird.

- Madame Razz ist eine über 1000 Jahre alte Zauberin, die im Flüster-Wald lebt. Sie wirkt zwar senil, stets verwirrt und benimmt sich sehr seltsam, allerdings ist sie weise und verfügt über großes Wissen über die Geschichte Etherias. Als sich Adora im Wald vor Hordaks Schergen versteckt, trifft sie auf Madame Razz. Diese hält sie für Mara, eine ehemalige She-Ra. Adroa bekämpft mit ihrer Hilfe Soldaten der Horde, unter anderem mit Razz’ hausgemachten, explodierenden Beeren. In der vierten Staffel stellt sich heraus, dass Razz Mara, Adoras Vorgängerin, oft bei Problemen half, so wie es in der Gegenwart auch für die aktuelle She-Ra tut. Da sie stets zwischen Vergangenheit und Zukunft pendelt, verwechselt sie ihre Umgebungen oft miteinander.

- König Micah ist Angellas Ehemann, Glimmers Vater und Castaspellas Bruder. Er war in seiner Jugend Schüler von Shadow Weaver. Er entwickelte sich schnell zu einem mächtigen und talentiertem Zauberer, vor allem im Umgang mit Zaubersprüchen sowie Illusionen. Er sagte sich von Shadow Weaver los, als sie ihn aufforderte, gegen Feinde schwarze Magie zu verwenden. Später traf er auf Angella, mit der er glücklich verheiratet war und somit zum König von Etheria wurde. Sie bekamen kurz darauf ihre Tochter Glimmer, um die er sich liebevoll kümmerte. Auch mit Castaspella verstand er sich gut, weswegen alle drei in der Gegenwart immer noch um ihn trauern, auch Shadow Weaver scheint über seinen Verlust traurig zu sein, selbst wenn sie dies nicht zugeben will. Er starb während einer Schlacht, allerdings wird in der dritten Staffel angedeutet, dass er noch am Leben sein könnte. In der vierten Staffel stellt sich heraus, dass er von der Horde auf die Insel Beast Island ins Exil verbannt wurde. Nach seiner Befreiung durch Adora unterstützt er die Rebellion im Kampf gegen die Horde.

- Mara war Adoras direkte Vorgängerin als She-Ra. Sie war zwar tapfer und loyal, allerdings auch ängstlich und laut Light Hope ihrer Aufgabe nicht wirklich gewachsen. Light Hope behauptet, dass sie nicht die emotionale Stärke hatte, um Etheria im Gleichgewicht zu halten und so zu beschützen. Deswegen beförderte sie den Planeten in die Dimension Despondos, damit ihn die Horde nicht entdeckt. Dabei starb sie und beendete so für lange Zeit den She-Ra-Kreislauf. In der Serie wird sie des Öfteren von Madame Razz erwähnt, die mit ihr befreundet war. In der dritten Staffel erscheint sie Adora als Hologramm und sagt, dass sie Etheria vor den Gründern beschützen wollte, die an ihr Schwert gelangen wollten, um so ein Portal zu aktivieren und Horde Prime zu erreichen. In der vierten Staffel findet Adora eine geheime Botschaft von Mara, die sie vor dem Herz von Etheria, einer versteckten, mächtigen Waffe warnt. Es stellt sich heraus, dass sie den Planeten in die andere Dimension holte, damit seine Zerstörungskraft nicht von der Horde genutzt werden konnte, anschließend starb sie im selbstgewählten Exil in der Wüste.
- Double Trouble ist ein nicht-binärer Söldner. Double Trouble verspricht sich eine gute Bezahlung durch die Horde und bietet Catra an, für sie zu arbeiten. Sie ist zunächst skeptisch, sagt aber zu, als sie Zeugin von Double Troubles Gestaltenwandlung wird. Double Trouble gewinnt Adoras Vertrauen und wird Mitglied der Rebellion. Double Trouble unterrichtet die Horde von nun an regelmäßig über Aktivitäten der Prinzessinnen-Allianz. Schließlich wird Double Trouble überführt und eingesperrt. Später wechselt Double Trouble die Seiten, als sich ein Sieg der Allianz abzeichnet. Double Trouble hat ein reptilienartiges Aussehen und ist äußerst selbstsicher und arrogant. Neben der Fähigkeit, die Gestalt zu ändern, ist Double Trouble auch gut im Schauspielern, auf dieses Talent sehr stolz und hat eine entsprechend theatralische Sprechweise. Am Ende der vierten Staffel verlässt Double Trouble die Rebellion und geht eigene Wege. In der fünften Staffel trifft Double Trouble in Gestalt des Prinzen Peekablue erneut auf die Rebellen. Double Trouble gibt ihnen Informationen über Horde Primes Gedankenkontroll-System und kämpft schließlich am Ende der Serie gemeinsam mit der Rebellion gegen die Horde.
- Huntara ist ein ehemaliges Mitglied der Horde. Sie verließ diese, als Hordak immer brutaler wurde, und lebt seitdem in der purpurnen Wüste. Dort hilft sie Adora und ihren Freunden, als sie von Gesetzlosen angegriffen werden, allerdings nimmt sie Adoras Schwert an sich. Als sie von Adoras Tätigkeit als She-Ra erfährt, schließt sie sich der Gruppe im Kampf gegen die Horde an. Huntara ist äußerst stark, groß und im Kampf erprobt, weswegen sie von anderen Verbrechern gefürchtet wird und die Wüste praktisch beherrscht. Sie trägt einen Stab mit sich, der als Waffe und Kompass verwendet werden kann. Als sie das Schiff von Adoras Vorgängerin Mara fand, studierte sie dort alle Informationen über She-Ra, weswegen sie diese respektiert und verehrt. In der vierten Staffel entschließt sie sich, wieder in die Wüste zurückzukehren.
- George und Lance sind Bows Väter. George war in seiner Jugend ein Soldat in der Prinzessinnen-Allianz, als er zurück in sein Heimatdorf gehen wollte, fand er dieses von der Horde zerstört vor. Deswegen will er Bow beschützen und wollte nicht, dass er ebenfalls gegen die Horde kämpft. Er ist streng und verlangte, dass sein Sohn die Bibliothek, die er gemeinsam mit seinem Ehemann betreibt, übernimmt und ihre geschichtlichen Studien weiterführt. Bow war darüber sehr unglücklich und log seine Eltern an, indem er ihnen erzählte, an der fiktiven Academy of Historic Enterprises mit Adora und Glimmer zu studieren. Lance ist energisch, stets optimistisch, etwas exzentrisch, freundlich und seinem Sohn recht ähnlich, da er wie er sentimental und einfühlsam ist. Er lässt sich leicht ablenken und gerät schnell in Panik, wenn etwas Unerwartetes geschieht. Als Bow den beiden die Wahrheit beichtet, akzeptieren sie seine Entscheidung, da sie sehen, wie engagiert er bei der Rebellion mitkämpft.

## Entstehung
Zunächst sollte die Serie nur eine Staffel umfassen, allerdings gab Stevenson im November 2018 bekannt, dass insgesamt vier Erzählstränge mit jeweils 13 Episoden geplant waren.
Die Charaktere der Originalserie wurden größtenteils übernommen, allerdings wurden ihre Hintergrundgeschichten und Charaktereigenschaften zum Teil verändert. Beispielsweise kommt He-Man, der Zwillingsbruder der Titelfigur, in der ersten Staffel nicht vor, um She-Ra ihre Bestimmung selbst finden zu lassen, zudem ist die Hauptfigur Catra im Reboot eher eine Antiheldin als eine reine Antagonistin. Laut Stevenson fokussiert sich das Reboot im Gegensatz zur alten Serie vor allem auf die Beziehungen der einzelnen Prinzessinnen zueinander.
Ungefähr 45 Angestellte in den DreamWorks-Studios in Glendale waren an der Produktion der Serie beteiligt. Eine Besonderheit war hierbei, dass der Autorenstab des Reboots nur aus Frauen bestand, auch waren mit Marcus Scribner als Sprecher von Bow und Keston John, der den Antagonisten Hordak vertonte, nur zwei männliche Sprecher unter den regelmäßigen Figuren vertreten. Der Zeichenstil richtete sich nach den Werken von Hayao Miyazaki und Jean Giraud.
Bereits vor der Ausstrahlung kündigten Stevenson und andere Mitwirkende an, dass in der Serie mehrere LGBT-Charaktere vorkommen werden. So sind die Nebenfiguren Netossa und Spinnerella in einer Beziehung, zudem scheint Catra in mehreren Episoden mehr als nur freundschaftliche Gefühle für Adora zu empfinden, in der fünften Staffel werden die beiden schließlich ein Paar. Des Weiteren verkündete Aimee Carrero, die Sprecherin der Titelfigur, am 4. Oktober 2018 auf der New York Comic Con, dass die Hauptfigur Bow zwei Väter hat. In der dritten Staffel gibt die Hauptfigur Scorpia offen zu, Gefühle für Catra zu haben, auch die Nebenfigur Huntara fühlt sich zu Frauen hingezogen. In der vierten Staffel kommt mit Double Trouble ein nicht-binärer, wiederkehrender Charakter vor, der von Jacob Tobia gesprochen wird. Tobia identifiziert sich wie die Figur auch weder als männlich noch weiblich. In der fünften Staffel ist die Nebenfigur Jewelstar ebenso wie ihr Sprecher Alex Blue Davis transgeschlechtlich.
She-Ra und die Rebellen-Prinzessinnen ist die erste Fernsehserie, deren Website im VR-Format aufgerufen werden kann.

## Besetzung
Die Synchronisation der Serie wurde bei der Splendid Synchron nach einem Dialogbuch von Susanne Boetius und Simone Hanselmann unter der Dialogregie von Boetius erstellt.
| Rolle          | Englische Sprecher                      | Deutsche Sprecher                   |
| -------------- | --------------------------------------- | ----------------------------------- |
| Adora / She-Ra | Aimee Carrero LaLa Nestor (Kind)        | Damineh Hojat Carola Boetius (Kind) |
| Catra          | Amanda Michalka Juliet Donenfeld (Kind) | Maria Hönig Anouk Akinci (Kind)     |
| Glimmer        | Karen Fukuhara                          | Samira Jakobs                       |
| Bow            | Marcus Scribner                         | Oliver Bender                       |
| Angella        | Reshma Shetty                           | Julia Blankenburg                   |
| Shadow Weaver  | Lorraine Toussaint                      | Joseline Gassen                     |
| Hordak         | Keston John                             | Hans Bayer                          |
| Horde Prime    | Keston John                             | Reinhard Scheunemann                |
| Scorpia        | Lauren Ash                              | Ilona Brokowski                     |
| Entrapta       | Christine Woods                         | Amelie Plaas-Link                   |
| Perfuma        | Génesis Rodríguez                       | Josefin Hagen                       |
| Mermista       | Vella Lovell                            | Sarah Riedel                        |
| Frosta         | Merit Leighton                          | Peggy Pollow                        |

| Rolle          | Englische Sprecher                | Deutsche Sprecher             |
| -------------- | --------------------------------- | ----------------------------- |
| Sea Hawk       | Jordan Fisher                     | Matthias Deutelmoser          |
| Castaspella    | Sandra Oh                         | Diana Borgwardt               |
| Netossa        | Krystal Joy Brown                 | Franziska Endres              |
| Spinnerella    | ND Stevenson                      | Jessica Rust                  |
| Light Hope     | Morla Gorrondona                  | Silke Matthias                |
| Madame Razz    | Grey DeLisle                      | Judith Steinhäuser            |
| Swift Wind     | Adam Ray                          | Rainer Fritzsche              |
| Huntara        | Geena Davis                       | Arianne Borbach               |
| Mara           | Zehra Fazal                       | Anne Patricia Nilles          |
| George         | Chris Jai Alex                    | Claudio Maniscalco            |
| Lance          | Regi Davis                        | Klaus-Peter Grap              |
| Lonnie         | Dana Davis                        | Alma Maja Ernst               |
| Kyle           | Antony Del Rio                    | Moritz Lehmann                |
| König Micah    | Daniel Dae Kim Taylor Gray (jung) | Ralf David Linus Drews (jung) |
| Double Trouble | Jacob Tobia                       | Marcel Mann                   |

## Veröffentlichung
→ Episodenliste
Dier Serie feierte am 13. November 2018 auf dem Streamingdienst Netflix ihre Premiere. Seit dem 26. April 2019 steht die zweite Staffel in der Netflix-Mediathek zur Verfügung. Seit dem 2. August ist die dritte Staffel auf Netflix verfügbar, seit dem 5. November die vierte. Die fünfte und letzte Staffel erschien am 15. Mai 2020.

## Rezeption
Die erste Staffel der Serie wurde überwiegend positiv aufgenommen. In der Internet Movie Database verzeichnet sie eine Bewertung von 7,8 aus 10 Sternen basierend auf 9.547 abgegebenen Nutzerstimmen und wurde von Zuschauerinnen im Durchschnitt sogar mit 8,7 aus 10 Sternen bewertet. Auf Rotten Tomatoes erhielt sie eine Bewertung von 100 Prozent basierend auf 24 Kritikerstimmen sowie eine Wertung von 73 Prozent basierend auf 3.194 Nutzerstimmen. Die zweite Staffel wurde auf Rotten Tomatoes von den Kritikern basierend auf 13 Stimmen mit 85 Prozent und von den Zuschauern basierend auf 310 Stimmen mit 90 Prozent bewertet. Die dritte Staffel erreichte eine Kritiker-Bewertung von 100 Prozent basierend auf 9 Kritiken und einen Zuschauer-Wert von 90 Prozent basierend auf 186 Stimmen. Die vierte Staffel wurde von Kritikern basierend auf 12 Kritikerstimmen mit 100 Prozent, bei den Zuschauern ergab sich ein Wert von 94 Prozent aus 210 Wertungen. Die fünfte Staffel erreichte bei den Kritikern basierend auf 14 Kritiken 100 Prozent sowie bei den Zuschauern 93 Prozent basierend auf 152 Stimmen (Stand: 10. Dezember 2020).
Samantha Nelson, eine Redakteurin der Website The Verge, lobte die Hauptfigur Catra als „beste Antihelden-Figur einer Zeichentrickserie seit Zuko“, jedoch kritisierte sie, dass Elemente der Serie bereits in Steven Universe, Avatar – Der Herr der Elemente und Die Legende von Korra vorkamen, sie bemängelte zudem den „oberflächlichen Plot“ der ersten Folgen.
Darren Franich von Entertainment Weekly beschrieb die Produktion als eine „lustig-wundervolle (…) Fantasy-Serie, die allen Kindern, egal welchen Geschlechts, Spaß machen“ würde, kritisierte allerdings einige „monotone“ Momente, das „vorhersehbare“ Finale der ersten Staffel sowie die gelegentlich „flache“ Animation. Zugleich sah er einige aktuelle Spannungen der amerikanischen Politik in der Serie reflektiert, da sie „eine Koalition liberaler Denker“ zeige, die sich „aufgrund einer Jahre zurück liegenden Niederlage durch einen Bösewicht in Unordnung“ befindet.
Dave Trumbore, ein Redakteur der Website Collider, nannte She-Ra und die Rebellen-Prinzessinnen „visuell aufregend“, „emotional geladen“, „unerwarteterweise urkomisch“ und eine der „besten neuen Serien“ des Jahres. David Griffin von IGN lobte die Serie als erfolgreiches Reboot des Franchises, behauptete aber, dass Adoras Zeit bei der Horde näher behandelt werden hätte sollen, um ihren Charakter besser zu entwickeln. David Betancourt der Washington Post lobte die „exzellenten“ Sprecher der Serie, insbesondere Lorraine Toussaint, sowie das Titellied Warriors von Aaliyah Rose, das er positiv mit der Titelmusik der Netflix-Produktionen Daredevil, The Crown und Narcos verglich.
Nachdem im Juli 2018 erste Bilder der neuen She-Ra veröffentlicht wurden, wurden diese in sozialen Netzwerken vielfach diskutiert. Einige Nutzer betrachteten das neue Design der Figur als „zu unsexy“ beziehungsweise nicht „erotisch genug“, andere wiederum lobten die Serie, da sie es vermeide, eine Kindersendung zu „sexualisieren“. J. Michael Straczynski, der die Titelfigur der Originalserie miterschuf, meinte, er könne verstehen, wenn She-Ra durch die „Linse des pubertären Interesses“ als ideale Frau angesehen werde, dies sei aber nicht seine kreative Absicht gewesen. Durch die Kontroverse entstanden viele Fan-Zeichnungen, die mehrheitlich von jungen Frauen angefertigt wurden, die durch die negativen Kritiken vom neuen Design der She-Ra inspiriert wurden, ihr Profil und ihren Ruf wieder zu verbessern.

## Auszeichnungen und Nominierungen
Annie Award
- Annie Award 2020

- Nominierung in der Kategorie Beste Musik einer Fernsehserie, für Sunna Wehrmeijer

- Annie Award 2021

- Nominierung in der Kategorie Beste Kinder-Fernsehserie
- Nominierung in der Kategorie Bestes Drehbuch einer Kinder-Fernsehserie, für ND Stevenson

Artios Award
- Artios Award 2020

- Nominierung in der Kategorie Bestes Casting einer Animations-Fernsehserie

Critics’ Choice Television Award
- Critics’ Choice Television Awards 2020

- Nominierung in der Kategorie Beste animierte Fernsehserie

Daytime Emmy Award
- Daytime-Emmy-Verleihung 2019

- Nominierung in der Kategorie Bestes Casting einer Animationsserie oder eines Animations-Fernsehfilms, für Ania O’Hare und Cymbre Walk

- Daytime-Emmy-Verleihung 2020

- Auszeichnung in der Kategorie Beste Werbekampagne eines Fernsehsenders oder einer Fernsehserie

GLAAD Media Award
- GLAAD Media Award 2019

- Nominierung in der Kategorie Beste Kinder- und Familienserie

- GLAAD Media Award 2020

- Nominierung in der Kategorie Beste Kinder- und Familienserie

- GLAAD Media Award 2021

- Auszeichnung in der Kategorie Beste Kinder- und Familienserie

Golden Trailer Award
- Golden Trailer Award 2019

- Nominierung in der Kategorie Bester Fernseh-Trailer für eine Animations- oder Familienserie

Hugo Award
- Hugo Award 2021

- Nominierung in der Kategorie Beste Episode einer Drama-Fernsehserie

NAACP Image Award
- NAACP Image Award 2021

- Nominierung in der Kategorie Beste animierte Fernsehserie